# کونرادوو (استان اوپوله)
کونرادوو (به لهستانی: Konradów) یک منطقهٔ مسکونی در لهستان است که در گمینا گووخووازه واقع شده‌است. کونرادوو ۸۸۰ نفر جمعیت دارد.